# Motru
Motru is een stad (oraș) in het Roemeense district Gorj. De stad telt 22.848 inwoners (2002).